# Hajji Alejandro
Angelito "Hajji" Alejandro y Toledo (Manila, 26 de diciembre de 1954 – 21 de abril de 2025), conocido artísticamente como Hajji Alejandro, fue un cantante, compositor y actor filipino, uno de los más exitosos en la década de los años 70' y 80' del género pop. 

## Vida personal
Se inició en la música publicando su primer álbum Kilabot ng Kolehiyala en el College Girls' Heartthrob, que se hizo conocer con tema musicales como Kay Ganda ng Ating Musika y Nakapagtataka.
En la década de 1980, Alejandro regentaba un pequeño restaurante en Melrose Avenue, en Los Ángeles, California, con su esposa, la reina de la belleza y actriz Rio Diaz, que falleció de cáncer colorrectal en octubre de 2004. Tuvieron un hijo, el batería Delara Ali Alejandro.
Alejandro es el padre de la cantante y actriz Rachel Alejandro.
En marzo de 2025, la novia de Alejandro reveló que le habían diagnosticado un cáncer colorrectal en estado 4, y murió el 21 de abril de ese año.

## Discograía
- 18 Greatest Hits
- Collection
- Pagbabalik

## Singles
- Kay Ganda Ng Ating Musika
- Nakapagtataka
- Panakip Butas

## Artistas relacionados
- Rico J. Puno
- Rey Valera
- Freddie Aguilar